# Ото V фон Оксенщайн
Ото V фон Оксенщайн (на немски: Otto V von Ochsenstein; * пр. 1291; † 19 октомври 1327) от рода на господарите на Оксенщайн е фогт в Ортенау, Елзас и Шпайергау.
Той е син на Ото IV фон Оксенщайн († 2 юли 1298 в битката при Гьолхайм) и съпругата му Кунигунда фон Лихтенберг († сл. 1310), дъщеря на Хайнрих II фон Лихтенберг († 1269) и Аделхайд фон Еберщайн († 1291).
Ото V фон Оксенщайн умира на 19 октомври 1327 г. и е погребан в Нойубург близо до Хагенау.

## Фамилия
Ото V фон Оксенщайн се жени пр. 24 ноември 1299 г. за Херцеланда фон Пфирт († 3 април 1317), дъщеря на Теобалд II (Тибо) фон Пфирт, херцог на Елзас, граф на Пфирт († сл. 1309) и Катарина фон Клинген († 1296). Те имат децата:
- Йоханес фон Оксенщайн († сл. 1345)
- Рудолф I фон Оксенщайн († сл. 24 януари 1375)
- Ото VI фон Оксенщайн († 1377), господар на Оксенщайн, женен за Елизабет фон Хесен († 1339), дъщеря на ландграф Йохан фон Долен Хесен († 1311) и херцогиня Аделхайд фон Брауншвайг-Люнебург-Гьотинген († 1311)
- Херцланда фон Оксенщайн († 1 март 1329)

и вероятно на:
- Елизабет фон Оксенщайн, омъжена пр. 24 януари 1338 г. за граф Хайнрих V фон Шаунберг († 1353/1357), син на граф Хайнрих IV фон Шаунберг († 1327) и Агнес фон Нойхауз († 1319)
- Анна фон Оксенщайн († сл. 29 януари 1407), омъжена сл. 1336 г. за Хайнрих III фон Геролдсек-Тюбинген († 1376/1378), син на Валтер V фон Геролдсек-Тюбинген († 1362) и Анна фон Фюрстенберг († 1345)